# Maciste innamorato
Maciste innamorato è un film muto italiano del 1919 diretto da Luigi Romano Borgnetto.